# Străini în noapte
Străini în noapte este o piesă de teatru (comedie romantică) scrisă de Éric Assous, regia Radu Beligan. Actorii cunoscuți pentru interpretarea piesei sunt Florin Piersic (personajul Pierre) și Emilia Popescu/Medeea Marinescu (personajul Juliette). Titlul original este „Les Montagnes russes”. Piesa a fost tradusă din limba franceză de către Radu Beligan și Liviu Dorneanu.

## Succesul piesei
Comedia romantică Străini în noapte a devenit un fenomen în România. Aceasta se situează în topul preferințelor publicului pentru secțiunea Teatru. Îndrăgitul actor Florin Piersic și unica Medeea Marinescu fac din această piesă o capodoperă artistică, mai ales că regia o semnează inegalabilul maestru Radu Beligan.

## Descrierea piesei
În piesa "Străini în noapte", Florin Piersic joacă rolul lui Pierre, un bărbat în floarea vârstei care după o noapte petrecută într-un bar este condus acasă de Julietta (Medeea Marinescu), o femeie frumoasă și tânără. Ea știe cine este el și tocmai de aceea și-a propus să-l însoțească în apartamentul lui, iar el este cel care află în acea seară un lucru care îi va schimba viața. Dar până la dezvăluirea marelui secret, Julietta mărturisește mai întâi că este prostituată și îi cere bani, apoi că de fapt este reporter și că face cercetări pentru următorul articol, însă aceste întorsături de situație sunt menite să ne dezvăluie cine sunt cele două personaje cu adevărat.
Florin Piersic a revenit odată cu acest spectacol pe scena teatrului și chiar el mărturisea că simte că întinerește atunci când joacă pe scenă. Piesa i se potrivește, este o comedie romantică cu răsturnări de situație, minciună, seducție și o lecție despre cum timpul ne schimbă. Pierre este omul care simte că nu a realizat tot ce și-a propus în viață, iar Julietta este femeia care vrea să obțină ce își propune, să-și recapete o parte din viața pe care a pierdut-o în tinerețe. Drumurile lor se intersectează pentru că fiecare vrea altceva de la celălalt, iar acest lucru îi conduce spre alte secrete care trebuie dezvăluite.
Piesa este fascinantă nu numai pentru că numele Florin Piersic apare pe afiș, ci pentru că este o capodoperă, o piesă de teatru în care aștepți cu sufletul la gură să vezi ce urmează, ce vor zice și cum va decurge acțiunea. Iar acest lucru este foarte important atunci când vine vorba de teatru pentru că nu trebuie să ai timp să te plictisești când ești în sală.

## Legături externe
- Pagina piesei de teatru: https://facebook.com/strainiinnoapte
- Descrierea piesei de teatru: https://mystage.ro/spectacole/straini-in-noapte-69